# اسم سابق (علوم)

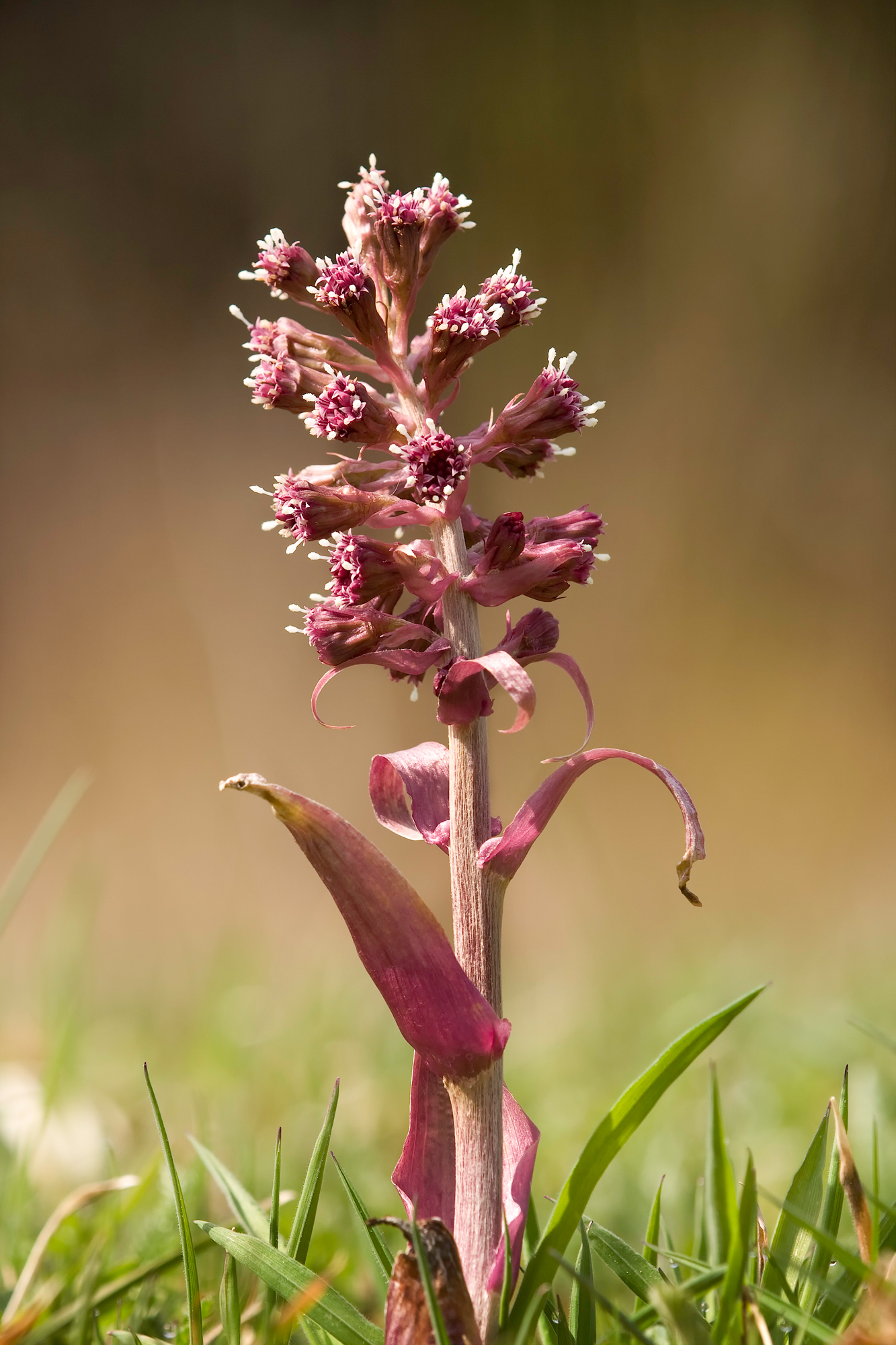

الاسم العلمي السابق (باللاتينية: Bas‍ionym في علم الأحياء وProtonym في علم الحيوان) في علم الأحياء هو مصطلح يطلق على تسمية علمية استعملت سابقًا كاسم لكائن حي، ومن ثم تم تحويره نتجة لاكتشافات علمية جديدة. من الأمثلة على الاسم العلمي السابق الصنوبر الشوحي (باللاتينية: Pinus abies) الذي صار يسمى التنوب الشوحي (باللاتينية: Picea abies) بعد أن وضع ضمن جنس التنوب بدلًا من جنس الصنوبر.